# Book Burner
Book Burner è il quinto album in studio della grindcore band americana Pig Destroyer. È stato pubblicato il 22 ottobre 2012 attraverso Relapse Records. L'edizione deluxe include un racconto di J.R. Hayes intitolato The Atheist e un EP di cover hardcore punk. Il cantante J.R. Hayes ha dichiarato che l'unico obiettivo del gruppo per Book Burner è stato "veloce/brutale" e ha espresso la sua felicità riguardo l'abbondanza di brani di durata più breve. Il chitarrista Scott Hull ha anche affermato che l'intento della band era di ottenere uno shorter grind, in contrasto con il precedente full-length, Phantom Limb.
Il chitarrista Scott Hull ha spiegato che "c'erano molte avversità che dovevamo affrontare per ottenere questo disco", a spiegazione del ritardo: "un sacco di cambiamenti, di rottamazione e ricostruzione delle attrezzature e dei luoghi che abbiamo usato e le persone con cui abbiamo lavorato, l'approccio che seguiamo per elaborare il materiale. Il solo fatto di aver fatto il maledetto CD è stato un vero calvario".

## Tracce
1. Sis – 1:16
2. The American's Head – 0:50
3. The Underground Man – 0:32
4. Eve – 1:17
5. The Diplomat – 3:01
6. All Seeing Eye – 0:43
7. Valley of the Geysers – 2:22
8. Book Burner – 0:41
9. Machiavellian – 1:14
10. Baltimore Strangler – 3:24
11. White Lady – 1:27
12. The Bug – 3:11
13. Iron Drunk – 1:46
14. Burning Palm – 1:55
15. Dirty Knife – 1:15
16. Totaled – 0:43
17. Kamikaze Heart – 1:37
18. King of Clubs – 1:07
19. Permanent Funeral – 4:15